# Paralimna secunda
Paralimna secunda är en tvåvingeart som beskrevs av Ignaz Rudolph Schiner 1868. Paralimna secunda ingår i släktet Paralimna och familjen vattenflugor. Inga underarter finns listade i Catalogue of Life.